# Municipio de Lake (condado de Perry)
El municipio de Lake (en inglés: Lake Township) es un municipio ubicado en el condado de Perry en el estado estadounidense de Arkansas. En el año 2010 tenía una población de 664 habitantes y una densidad poblacional de 15,57 personas por km².

## Geografía
El municipio de Lake se encuentra ubicado en las coordenadas 35°3′10″N 92°49′8″O / 35.05278, -92.81889. Según la Oficina del Censo de los Estados Unidos, el municipio tiene una superficie total de 42.63 km², de la cual 42,55 km² corresponden a tierra firme y (0,2 %) 0,09 km² es agua.

## Demografía
Según el censo de 2010, había 664 personas residiendo en el municipio de Lake. La densidad de población era de 15,57 hab./km². De los 664 habitantes, el municipio de Lake estaba compuesto por el 96,84 % blancos, el 0,15 % eran afroamericanos, el 1,66 % eran amerindios, el 0,9 % eran de otras razas y el 0,45 % eran de una mezcla de razas. Del total de la población el 3,77 % eran hispanos o latinos de cualquier raza.